# Hallencourt
Hallencourt is een gemeente in het Franse departement Somme (regio Hauts-de-France) en telt 1362 inwoners (2015). De plaats maakt deel uit van het arrondissement Abbeville.
Op 1 oktober 1972 werd Hocquincourt aan de gemeente toegevoegd.

## Geografie
De oppervlakte van Hallencourt bedraagt 20,5 km², de bevolkingsdichtheid is 66 inwoners per km².
De onderstaande kaart toont de ligging van Hallencourt met de belangrijkste infrastructuur en aangrenzende gemeenten.

## Demografie
Onderstaande figuur toont het verloop van het inwonertal (bron: INSEE-tellingen).

## Geboren in Hallencourt
- Roman Opalka (1931-2011), Frans kunstschilder van Poolse afkomst[2]
- Édouard Louis (Eddy Bellegueule) (1992) schrijver